# Determinismo biológico
O determinismo biológico, também conhecido como determinismo genético, é a crença de que o comportamento humano é controlado diretamente pelos genes de um indivíduo ou algum componente de sua fisiologia, geralmente às custas do papel do meio ambiente, seja no desenvolvimento embrionário ou no aprendizado. O reducionismo genético é um conceito semelhante, mas é distinto do determinismo genético porque o primeiro se refere ao nível de compreensão, enquanto o último se refere ao papel supostamente causal dos genes. O determinismo biológico tem sido associado a movimentos na ciência e na sociedade, incluindo a eugenia, o racismo científico e os debates em torno da herdabilidade do QI, a base da orientação sexual e a sociobiologia.
Em 1892, o biólogo evolucionário alemão August Weismann propôs em sua teoria do plasma germinativo que a informação hereditária é transmitida apenas por células germinativas, que ele pensava conter determinantes (genes). O polímata inglês Francis Galton, supondo que traços indesejáveis como pé torto e criminalidade fossem herdados, defendia a eugenia, com o objetivo de evitar que pessoas supostamente defeituosas se reproduzissem. O médico americano Samuel George Morton e o médico francês Paul Broca tentaram relacionar a capacidade craniana (volume interno do crânio) à cor da pele, pretendendo mostrar que os brancos eram superiores. Outros pesquisadores, como os psicólogos americanos Henry H. Goddard e Robert Yerkes, tentaram medir a inteligência das pessoas e mostrar que as pontuações resultantes eram hereditárias, mais uma vez para demonstrar a suposta superioridade das pessoas de pele branca.
Galton popularizou a expressão natureza e criação, mais tarde frequentemente usada para caracterizar o acalorado debate sobre se os genes ou o ambiente determinam o comportamento humano. Cientistas como ecologistas e geneticistas comportamentais agora veem como óbvio que ambos os fatores são essenciais e que estão interligados, especialmente por meio dos mecanismos da epigenética.
O biólogo americano E. O. Wilson fundou a disciplina de sociobiologia, baseada em observações de animais como insetos sociais, sugerindo de forma polêmica que suas explicações do comportamento social podem se aplicar aos humanos.